# Península escandinava
La península escandinava es una península localizada en el noreste de Europa, entre el mar Báltico y el mar de Noruega. La mayor parte de su superficie está ocupada por Noruega y Suecia, mientras que la menor está ocupada por Finlandia. El nombre Escandinavia se deriva de Escania, una región en el extremo sur de la península. Se extiende desde Rusia y Finlandia en el norte hasta la parte sur de Suecia, casi tocando a Dinamarca. La península forma parte de un accidente geográfico mayor, conocido como Fennoscandia. Si bien Islandia comparte características, al estar alejado de toda la península no se le incluye dentro de este grupo.

## Geografía
La península escandinava es la más larga de Europa, con unos 1850 kilómetros de largo y entre 370 y 805 km de ancho. Tiene un área total aproximada de 777 000 km².
Las fronteras entre los tres países localizados en la península generalmente están marcadas por la cadena de los Alpes escandinavos, aunque esta también se extiende hacia las partes centrales del sur de Noruega. La península se encuentra rodeada por varios cuerpos de agua, entre ellos:
- el mar Báltico (incluyendo al golfo de Botnia) al este y sur, que contiene las islas autónomas de Åland localizadas entre Suecia y Finlandia, y la isla de Gotlandia;
- el mar del Norte (incluyendo al Kattegat y al Skagerrak), al oeste y sudoeste;
- el mar de Noruega, al oeste; y,
- el mar de Barents, al norte.
- el cabo Norte, al norte.

Su mayor elevación era el Glittertind en Noruega, con 2470 m (8104 ft) sobre el nivel del mar, pero ya que el glaciar en su cima se ha derretido parcialmente, el punto más alto actualmente es el Galdhøpiggen, también en Noruega, con 2469 m (8101 ft). En estas montañas se encuentra el mayor glaciar de Europa continental, el Jostedal. Cerca de un cuarto de la península se encuentra al norte del círculo polar ártico, siendo el cabo Nordkinn el punto más septentrional. El clima a lo largo de la península varía de tundra (Köppen: ET) y subártico (Dfc) en el norte, con clima oceánico frío (Cfc) en las áreas costeras occidentales que llegan hasta el norte de Lofoten, a húmedo continental (Dfb) en la parte central, y a oceánico (Cfb) en el sur y sudoeste. La región es rica en recursos forestales, hierro y cobre, y las mejores tierras de labranza se encuentran en el sur de Suecia. Grandes depósitos de petróleo y gas natural se han descubierto a lo largo de la costa noruega en el mar del Norte y el océano Atlántico.
La mayor parte de la población está concentrada en el sur de la península; Estocolmo y Gotemburgo, ambas en Suecia, y Oslo en Noruega, son las ciudades más grandes.

## Geología
La península escandinava ocupa parte del Escudo Báltico, un largo y estable segmento de corteza formado de muy antiguas rocas metamórficas cristalinas. La mayor parte de la tierra que cubre este sustrato fue raspada por glaciares durante la glaciación continental, especialmente en el norte, donde el escudo está más cerca de la superficie. Como consecuencia de este raspamiento, la altitud y el clima, un muy pequeño porcentaje de las tierras de la península son arables (solo el 3 % en Noruega). Los glaciares además ahondaron los valles de los ríos, los cuales fueron invadidos por el mar cuando el hielo se derritió, creando los fiordos. En el sur, los glaciares crearon muchos depósitos sedimentarios, configurando un paisaje muy caótico.
Aunque el Escudo Báltico es muy estable y resistente a las influencias de otras formaciones tectónicas vecinas, el peso de una capa de hielo de casi cuatro kilómetros causó que el terreno se hundiera. Cuando la capa de hielo desapareció, el escudo surgió de nuevo, una tendencia que continúa hasta estos días a un ritmo de alrededor de un metro por siglo. En cambio, la parte sur ha tendido a hundirse para compensar, causando la inundación de los Países Bajos y Dinamarca.
El sustrato cristalino y la ausencia de tierra descubre depósitos minerales de metales, como hierro, cobre, níquel, zinc, plata y oro.

## Flora y Fauna
La Península Escandinava, alberga una diversa gama de flora y fauna, moldeada por su variado clima, geografía y ecosistemas. La región se extiende desde el círculo polar ártico en el norte hasta zonas templadas en el sur, creando una combinación única de hábitats boreales, alpinos y templados.

### Flora
Bosques boreales (taiga): la Península Escandinava está predominantemente cubierta por bosques boreales, parte del bioma terrestre más grande. Estos bosques se caracterizan por:
- Árboles coníferos: las especies dominantes incluyen el abeto noruego (Picea abies) y el pino silvestre (Pinus sylvestris). Estos árboles están bien adaptados al clima frío y los suelos ácidos.[9]
- Árboles caducos: el abedul (Betula spp.), el álamo temblón (Populus tremula) y el serbal (Sorbus aucuparia) son comunes, especialmente en las regiones sur y central.[10]
- Vegetación del sotobosque: incluye arbustos como el enebro (Juniperus communis), el arándano (Vaccinium myrtillus) y el arándano rojo (Vaccinium vitis-idaea), junto con diversos musgos y líquenes.[11]

Zonas alpinas y subalpinas: las elevaciones más altas en la cordillera escandinava (Scandes) presentan:
- Arbustos enanos y brezales: dominan especies como el brezo (Calluna vulgaris) y el camemoro (Empetrum nigrum).[12]
- Vegetación de tundra: en las áreas más septentrionales, son comunes las plantas de tundra como el liquen de los renos (Cladonia rangiferina) y el sauce ártico (Salix arctica).[13]
- Flores silvestres y pastos: durante el corto verano, los prados alpinos florecen con diversas flores silvestres como la amapola ártica (Papaver radicatum) y la silene acaulis (Silene acaulis).[14]

Humedales y turberas: estos ecosistemas están muy extendidos, particularmente en las regiones central y norte:
- Musgos Sphagnum: un componente clave de las turberas, contribuyendo a las condiciones ácidas y anegadas.[15]
- Plantas carnívoras: como la drosera (Drosera spp.) y la grasilla (Pinguicula vulgaris), adaptadas a ambientes pobres en nutrientes.[16]
- Plantas acuáticas: incluyendo lirios de agua (Nymphaea spp.) y diversas especies de juncias (Carex spp.).[17]

### Fauna
Mamíferos la Península Escandinava soporta una variedad de especies de mamíferos adaptadas a sus diversos hábitats:
- Grandes herbívoros: como el alce (Alces alces), que es común en los bosques boreales, y el reno (Rangifer tarandus), especialmente en la tundra del norte.[18]
- Carnívoros: incluyen el oso pardo (Ursus arctos),[19] el lince euroasiático (Lynx lynx),[20] el glotón (Gulo gulo) y el elusivo zorro ártico (Vulpes lagopus) en las regiones más septentrionales.
- Pequeños mamíferos: como la liebre de montaña (Lepus timidus),[21] el zorro rojo (Vulpes vulpes) y varios roedores, incluyendo el ratón campestre (Myodes glareolus) y el lemming (Lemmus spp.).[22]

Aves la península es un hábitat crítico para numerosas especies de aves, tanto residentes como migratorias:
- Rapaces: incluyen el águila real (Aquila chrysaetos), el pigargo europeo (Haliaeetus albicilla) y varias especies de halcones y búhos.[23]
- Aves acuáticas y limícolas: como el cisne cantor (Cygnus cygnus), el eider común (Somateria mollissima) y varias especies de patos y aves limícolas.[24][25]
- Paseriformes: los bosques y humedales de la región albergan una variedad de aves cantoras, incluyendo el mosquitero musical (Phylloscopus trochilus), el papamoscas cerrojillo (Ficedula hypoleuca) y el camachuelo común (Pyrrhula pyrrhula).[26]

Peces y vida marina la extensa costa de la Península Escandinava y sus numerosos lagos y ríos soportan una rica biodiversidad acuática:
- Peces de agua dulce: incluyendo especies como la trucha marrón (Salmo trutta), el salvelino ártico (Salvelinus alpinus) y el lucio europeo (Esox lucius).[27][28]
- Vida marina: los mares circundantes albergan especies como el bacalao atlántico (Gadus morhua), el arenque (Clupea harengus) y varias especies de focas como la foca común (Phoca vitulina) y la foca gris (Halichoerus grypus).[29]

Invertebrados la región también es rica en diversidad de invertebrados.
- Insectos: como el escarabajo de la corteza del abeto europeo (Ips typographus), varias especies de mariposas como la ortiguera (Aglais urticae) y numerosos tipos de mosquitos y moscas en los meses de verano.[30]
- Invertebrados acuáticos: incluyendo una variedad de moluscos de agua dulce, crustáceos y larvas de insectos que juegan roles cruciales en las cadenas alimentarias del ecosistema.

### Conservación y desafíos ambientales
La Península Escandinava enfrenta varios desafíos ambientales, incluyendo:
- Cambio climático: Impactando la distribución de especies y los ecosistemas, particularmente las regiones alpinas y árticas sensibles.
- Fragmentación del hábitat: Debido a la tala, el desarrollo de infraestructuras y la agricultura, afectando el movimiento de la fauna y la biodiversidad.
- Contaminación y lluvia Ácida: Históricamente significativa, aunque las medidas recientes han mitigado algunos efectos, es necesaria una vigilancia continua.

Los esfuerzos para proteger y conservar el patrimonio natural de la región incluyen el establecimiento de parques nacionales, reservas naturales e iniciativas de conservación transfronterizas. Investigadores y conservacionistas continúan monitoreando y estudiando estos ecosistemas para asegurar su preservación para futuras generaciones.

## Población
Los primeros indicios de presencia humana en la zona sur de la península y en Dinamarca datan de hace 12 000 años. Al desaparecer las capas de hielo de la glaciación, el clima propició la creación de un bioma de tundra que atrajo a los cazadores de renos. El clima se fue calentando poco a poco, favoreciendo el crecimiento de árboles de hoja perenne al principio, y más tarde de bosques caducifolios que atrajeron a animales como los uros. Grupos de cazadores, pescadores y recolectores empezaron a habitar el área desde el Mesolítico (8200 a. C.), hasta la aparición de la agricultura en el Neolítico (3200 a. C.).

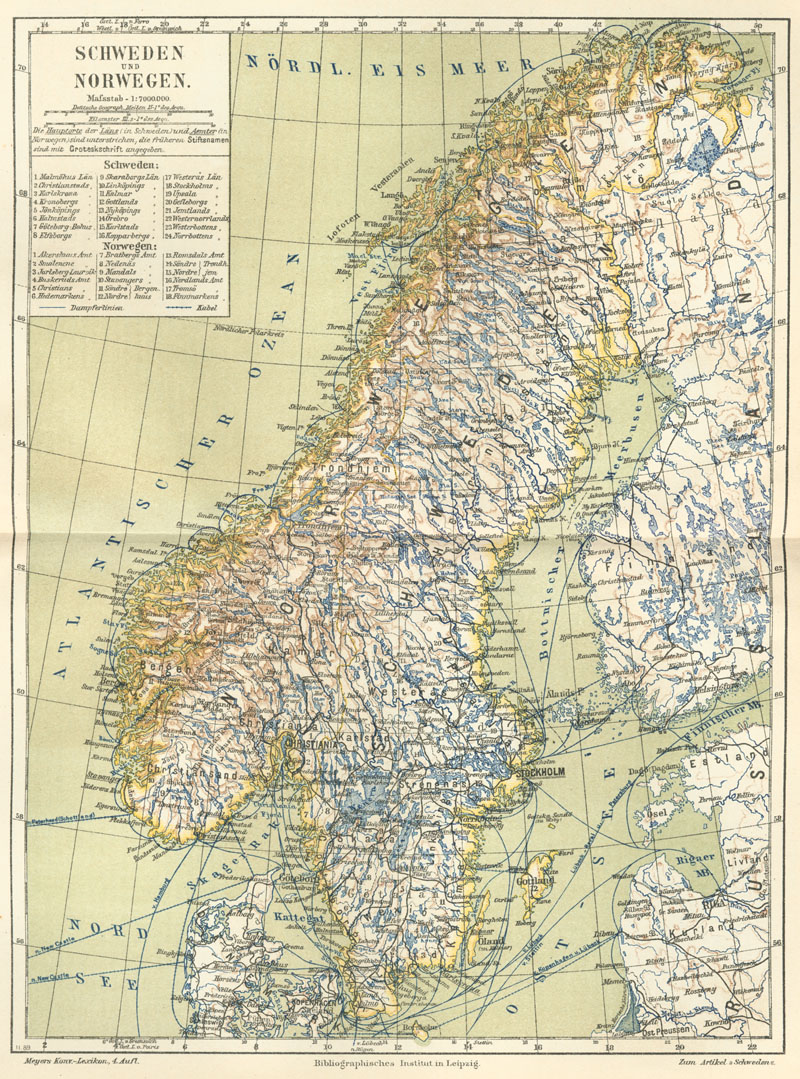
Fronteras políticas en la península escandinava en 1888

Las regiones del centro y norte de la península están parcialmente habitadas por los sami, también conocidos como lapones. Al principio ocuparon las regiones ártica y subártica así como la parte central de la península llegando hasta Dalarna, Suecia. Hablan la lengua sami, un lenguaje no indoeuropeo de la familia ugrofinesa, relacionado con el finés y el estonio. Los otros habitantes de la península, según pruebas que datan del siglo IX, eran los noruegos en la costa occidental de Noruega, los daneses en lo que actualmente es el sur y oeste de Suecia y sudeste de Noruega, los suecos en la región alrededor del Mälaren así como en una gran porción de la actual costa oriental de Suecia y los gautas en Gotia Occidental y Ostrogotia. Estos pueblos hablaban dialectos íntimamente relacionados con una lengua indoeuropea, el nórdico antiguo. Aunque las fronteras políticas han cambiado, estos grupos siguen siendo la población dominante en la península.

## Desarrollo político
A pesar de que los países nórdicos (a excepción de Islandia, Finlandia y Noruega que obtuvieron su independencia en el siglo XX y Suecia que formó parte de la Unión de Kalmar bajo Dinamarca) tienen más de 1000 años de historia como entidades políticas distintas, las fronteras internacionales surgieron mucho tiempo después y emergieron gradualmente. No fue sino hasta mediados del siglo XVII por el Tratado de Roskilde, que Suecia obtuvo una salida al estrecho de Kattegat y el control de la costa sur del mar Báltico. Las fronteras suecas y noruegas finalmente se acordaron y delimitaron en 1751. La frontera noruega y finlandesa al norte de la península fue establecida después de extensas negociaciones en 1809, y los distritos noruego-rusos comunes fueron divididos hasta 1826. Incluso entonces las fronteras siguieron siendo inciertas, con Finlandia ganando una salida al mar de Barents en 1920, pero cediendo este territorio a Rusia en 1944.